# Jean-Michel Martin
Jean-Michel Martin (ur. 19 czerwca 1953 roku w Brukseli) – belgijski kierowca wyścigowy.

## Kariera
Martin rozpoczął karierę w międzynarodowych wyścigach samochodowych w 1980 roku od startów w World Challenge for Endurance Drivers, gdzie dwukrotnie stawał na podium, w tym raz na jego najwyższym stopniu. Z dorobkiem 28,5 punktu uplasował się na 44 pozycji w klasyfikacji generalnej. W tym samym roku zwyciężył w klasie GTP 24-godzinnego wyścigu Le Mans. W późniejszych latach Belg pojawiał się także w stawce World Championship for Drivers and Makes, FIA World Endurance Championship, European Endurance Championship, Belga Team Groupe N, World Sports-Prototype Championship, Belgian Touring Car Championship, World Touring Car Championship, European Touring Car Championship, Campionnat du Belgique, Belgian Procar Touring Car Championship, Deutsche Tourenwagen Meisterschaft, International Sports Racing Series, Belgian Procar, FIA GT Championship, European Superproduction Championship, Formuły Le Mans, Historycznego Grand Prix Monako, Senegal Endurance Championship, Historycznej Formuły 1, Grand Prix Masters, Blancpain Endurance Series oraz Group C Racing.